# The Yes Men

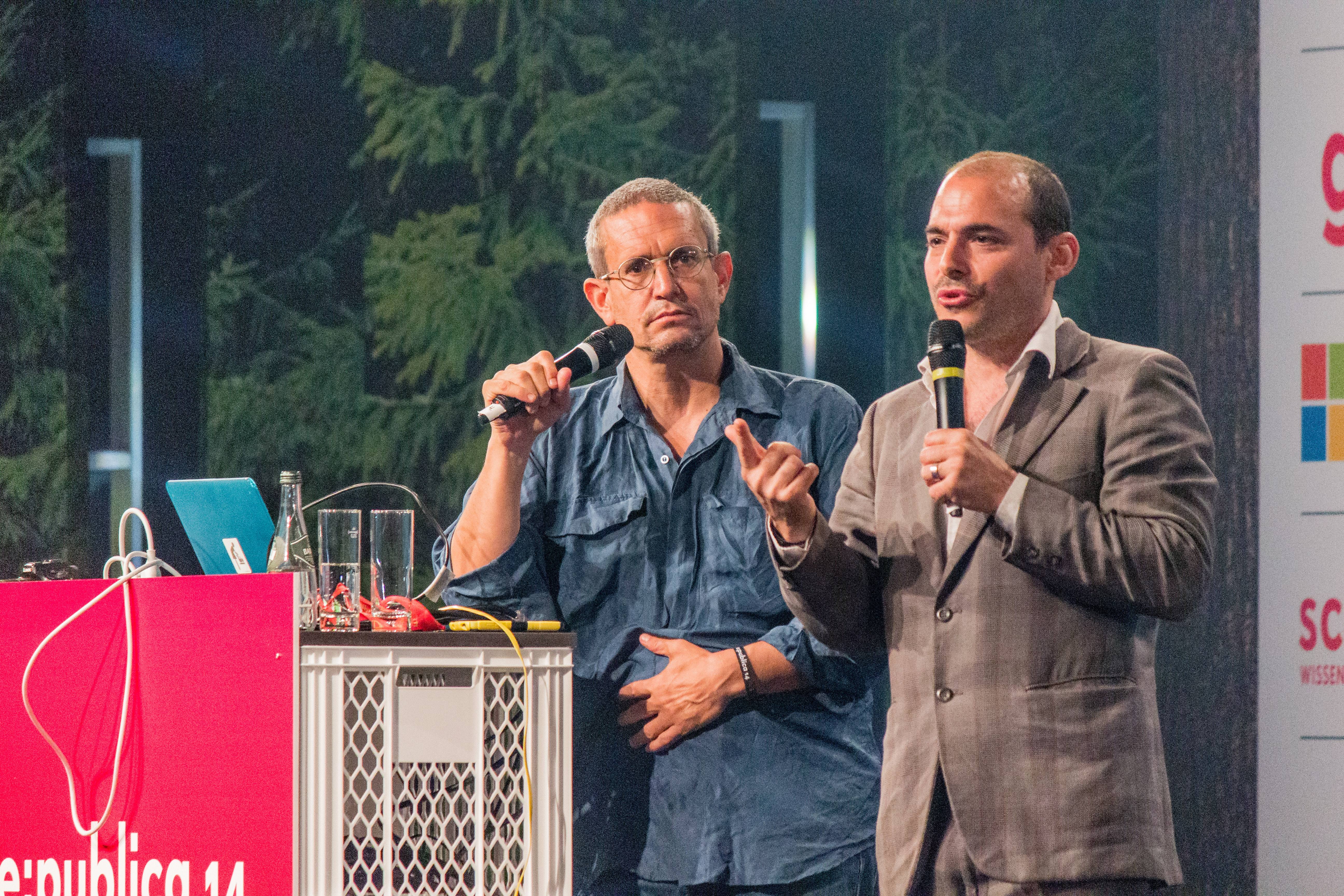
The Yes Men auf der re:publica 2014

The Yes Men sind eine amerikanische Netzkunst- und Aktivistengruppe, die Kommunikationsguerilla betreibt und mit einer Fälschung der Website der WTO bekannt wurde. Mitglieder der Gruppe geben sich als Repräsentanten internationaler Konzerne oder Institutionen aus und karikieren mit übertriebenen Forderungen auf Konferenzen deren Ziele (Überidentifikation). Sie selbst bezeichnen dies als „Identitätskorrektur“ („identity correction“).
Die zwei führenden Mitglieder der Gruppe sind unter einer Reihe von Pseudonymen bekannt, zuletzt als „Andy Bichlbaum“ und „Mike Bonanno“. Ihre bürgerlichen Namen lauten Jacques Servin und Igor Vamos. Servin ist ein Science-Fiction-Autor, Vamos arbeitet als Assistenzprofessor am Rensselaer Polytechnic Institute in Troy im Bundesstaat New York. Für sie gelten sieben goldene Regeln des politischen Aktivismus. Die wichtige ist: Eine gute Geschichte ist der Kern einer guten Kampagne.
Bei ihrer ersten Aktion in den 1990er Jahren tauschten sie die Elektronik von Barbie- und GI-Joe-Sprachpuppen gegeneinander aus und stellten sie zurück in die Geschäfte. Sie veröffentlichten dann eine Erklärung im Namen der „Barbie-Befreiungsorganisation“.
Die Gruppe gibt an, sie werde von Herb Alpert finanziert. Dennoch stellt die Finanzmittelbeschaffung eine Schwierigkeit dar; um Spenden einzuwerben, haben die Yes Men ihren Kinofilm zum kostenlosen Download bereitgestellt, verbunden mit der Bitte, Geld zu spenden.

## WTO

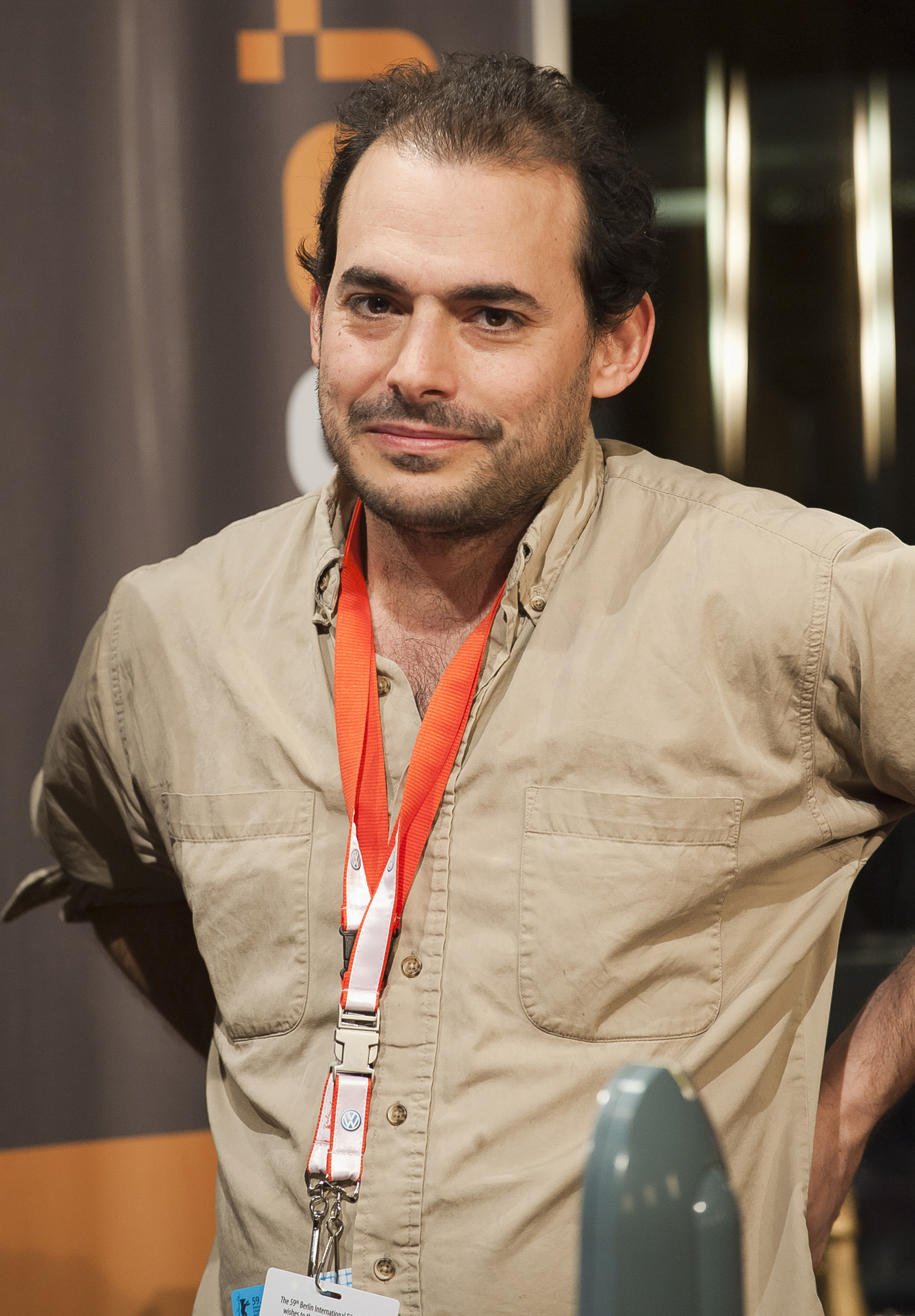
Vamos auf der Berlinale 2009

1999 sicherten sich die Yes Men die Domain gatt.org (General Agreement on Tariffs and Trade) und stellten eine gefälschte Site der Welthandelsorganisation (WTO) ins Netz. An die Adresse ihrer gefälschten WTO-Site bekamen sie trotz der vollkommen überzogenen angeblichen Forderungen der WTO auf der Site immer wieder E-Mails und Einladungen realer Organisationen. Dies nutzen sie dann für Auftritte auf diversen Konferenzen.

### Salzburg
Im Mai 2000 wurde über die Site der Yes Men der WTO-Generalvorsitzende Mike Moore zu einer Konferenz über internationale Handelsgesetze eingeladen. Im Namen von Moore lehnten die Yes Men die Einladung ab, sie schickten stattdessen einen gewissen „Dr. Andreas Bichlbauer“.
„Dr. Bichlbauer“ hielt einen Vortrag über den freien Handel und darüber, dass Hindernisse, die ihn behinderten, abgebaut werden müssten. Unter anderem sollte der freie Markt einer Demokratie das Handeln mit Wählerstimmen über Websites wie „voteauction.com“ ermöglichen. Auf diesen Vorschlag erhielten die Yes Men jedoch keinerlei kritische Reaktionen von den Besuchern der Konferenz – selbst als „Dr. Bichlbauer“ Hitlers Wirtschaftspolitik lobte, blieben Reaktionen aus. Nach dem Vortrag interviewte ein Mitglied der Yes Men die Teilnehmer der Konferenz über die Ausführungen von „Dr. Bichlbauer“, doch wollte auch hier niemand etwas Ungewöhnliches an dem Vortrag bemerkt haben.

### CNBC
2001 wurden die Yes Men zu einer Fernsehkonferenz des Senders CNBC eingeladen – live sollten sie in einer Videokonferenz mit Globalisierungskritikern (u. a. Barry Coates als Vertreter des „World Development Movement“) die Position der WTO darlegen. Der Vertreter der Yes Men trat hier unter dem Alias „Granwyth Hulatberi“ auf. Hulatberi hielt sich nicht zurück und verkündete, dass Coates’ Kinder, wenn sie von privatisierter Bildung profitieren würden, verstünden, wie der freie Markt funktioniert und dass sie dann Denker wie Charles Darwin und Milton Friedman anstatt Robespierre und Abbie Hoffman bevorzugen würden. Ein freier Handel sei immer der richtige Weg; so sollte es auch einen Handel für Menschenrechtsverletzungen in Form von „Gerechtigkeitsgutscheinen“ („Justice Vouchers“) geben. Die Reichen hätten automatisch Recht, da sie Macht besäßen und die Armen eben nicht. Barry Coates war offensichtlich mehrfach kurz davor, die Fassung zu verlieren.
Einige Tage nach der Sendung erhielten die Yes Men ein Dankschreiben des Senders.

### Tampere
2001 wurden die Yes Men zur Konferenz „Towards the Globalization of Textile Trade“ nach Tampere (Finnland) eingeladen. Da die bisherigen Vorträge und Auftritte kaum kritische Reaktionen bei den Konferenzgästen hervorgerufen hatten, entschloss sich die Gruppe, ein wenig drastischer zu Werke zu gehen.
Einige Zitate aus dem Vortrag:
- „Einige der Verteidiger des (amerikanischen) Bürgerkrieges sagen, dass der Krieg, bei all seinen Fehlern, zumindest zum Verbot der unfreiwillig importierten Arbeitskräfte geführt habe. Nun ist ein solches Geschäftsmodell natürlich eine schreckliche Sache. Ich bin selber ein Abolitionist. Aber de facto gibt es keinerlei Zweifel daran, dass die Kräfte des Marktes die Sklaverei im Laufe der Zeit durch eine „sauberere“ Quelle an Arbeitskräften ersetzt hätten. Wenn die unfreiwillige Importierung von Arbeitskräften nicht verboten worden wäre, was glauben Sie, würde heute ein Sklave kosten?“
- „Lassen wir den Sklaven doch einfach in seiner Heimat, sagen wir Gabun. In Gabun kann man ihn für 10 $ für zwei Wochen mit Lebensmitteln versorgen, nicht nur für einen Tag. 250 $ reichen für ein Jahr Unterkunft, nicht nur für einen Monat, 50 $ reichen für eine lebenslange Versorgung mit Kleidung! Gesundheitsvorsorge ist ebenfalls sehr viel günstiger. Zusätzlich können Jugendliche ohne schwere Auflagen eingestellt werden.“
- „Der größte Vorteil des Systems „Ausgelagerte Arbeitskräfte“ ist jedoch, dass der Sklave nicht unfrei sein muss! Dies beruht hauptsächlich auf dem Wegfall der einmaligen Transportkosten, die so nicht mehr wieder hereinbekommen werden müssen. Die potenziellen Verluste bei einer Flucht beschränken sich auf das rudimentäre Training des Sklaven. Dadurch, dass der Sklave frei sein kann, wird er oder sie plötzlich zum Arbeiter und nicht mehr zum Sklaven! Ein weiterer wichtiger Punkt für die Moral der Sklaven – Arbeiter! – ist es, dass sie in ihrem angestammten Lebensraum verbleiben können und nicht umgesiedelt werden müssen, wo sie unter Heimweh und Rassismus leiden würden.“

Die Ausführungen über Sklaverei und freie Marktwirtschaft dienten den Yes Men dazu, ein Plädoyer für die totale Überwachung von Arbeitskräften durch Manager zu halten. Die WTO sei der Meinung, dass die Effizienz der Produktion durch die Kontrolle des Arbeiters während der Arbeit und auch in seiner Freizeitgestaltung gesteigert werden könne.
In der Folge riss Mike Andy seinen Business-Anzug vom Leib. Darunter befindet sich ein golden schimmernder Trikotanzug, in dem ein überdimensionierter Phallus integriert ist. An der Spitze des Phallus befindet sich ein Eingabefeld, über das der Manager direkt mit dem Arbeiter kommuniziert. Praktisch sieht dies so aus, dass Mikrochips im Körper des Arbeiters implantiert werden, die elektromagnetische Signale in den Hintern des Managers senden.
Zu dem Vortrag erhielten die Yes Men wiederum nur Applaus und niemand schien irgendein Problem mit den Inhalten des Vortrags gehabt zu haben.

### Plattsburgh
2002 wurden die Yes Men von Richard Robbins an die State University of New York in Plattsburgh eingeladen, um dort einen Vortrag vor Studenten zu halten. Der Vortrag stand unter der einleitenden Frage: „Warum ist Verhungern ein Problem?“ Die Yes Men erklärten in aller Offenheit, dass die Politik der WTO, ähnlich der Politik Englands vor der Großen Hungersnot in Irland, zu Hungersnöten führt. Ihre Lösungen folgten aber der Logik des freien Marktes. Sie schlugen ein System zum Recycling gegessener Nahrung vor. Die Lebensspanne eines Hamburgers könne so um das Zehnfache verlängert werden. Eine Grafik machte deutlich, dass das System in der Tat darauf hinauslaufen würde, dass die Dritte Welt den recycelten Kot, der in der ersten Welt anfällt, essen würde.
Bei diesem Vortrag erhielten die Yes Men erstmals eine negative Reaktion, allerdings waren die Studenten schon von Beginn an negativ der WTO gegenüber eingestellt und die Yes Men wurden bereits vor dem Vortrag ausgebuht.

### Sydney

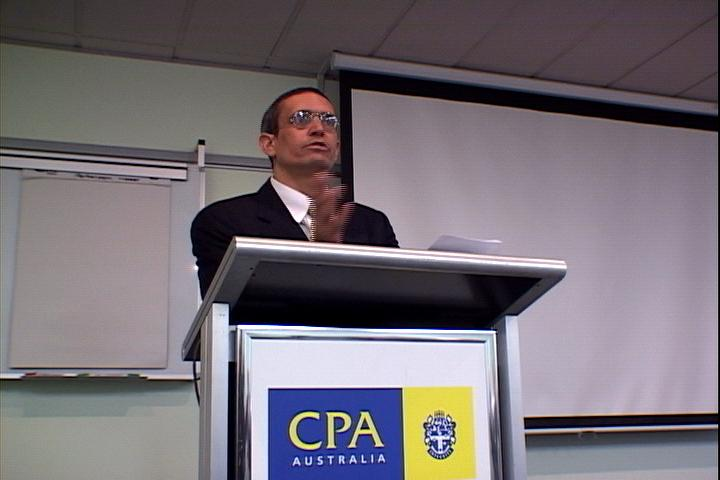
„Kinnithrung Sprat“ verkündet in Sydney die Auflösung der WTO

Auf einer Konferenz der Certified Practicing Accountants Association of Australia in Sydney verkündete der vermeintliche WTO-Mitarbeiter Kinnithrung Sprat, dass die WTO im Lichte all ihrer Misserfolge beschlossen habe, sich aufzulösen und neu zu gründen als Organisation, die dann nicht mehr für Großkonzerne, sondern für die Armen und Schwachen arbeiten wolle.
Auf diesen Vortrag erhielten die Yes Men durchweg positive Resonanz, einige Konferenzteilnehmer traten nach dem Vortrag an „Herrn Sprat“ heran und gaben diesem Tipps, wie die neue Organisation ihrer Meinung nach sicherstellen könne, wirklich für die Armen zu arbeiten.
Auch auf eine Pressemitteilung der Yes Men (im Namen der WTO) erhielten diese Hunderte von begeisterten E-Mails.

## Wahlkampf
2004 gingen die Yes Men als „Yes, Bush Can!“ (Ja, Bush kann!) auf Tour und ermutigten die Unterstützer, ein „Patriotisches Gelöbnis“ zu unterzeichnen, indem sie ihre Bereitschaft erklärten, nukleare Abfälle in ihrem Garten zu lagern und ihre Kinder in den Krieg zu schicken. Sie traten ebenfalls auf dem Republikanischen Parteitag auf.

## Dow Chemical

### Bhopal
Am 3. Dezember 2004, dem 20. Jahrestag der Katastrophe von Bhopal, trat Yes Man Andy Bichlbaum auf BBC World als Dow-Chemical-Sprecher „Jude Finisterra“ auf. Dow Chemical ist der Eigentümer von Union Carbide, dem Verantwortlichen für das Unglück, bei dem Tausende ihr Leben verloren und die Überlebenden oft schwere Folgeschäden davontrugen. An diesem Jahrestag meldete die BBC, dass sich das Unternehmen Dow Chemical, seit ein paar Jahren der neue Eigentümer der Union Carbide, zu seiner Pflicht bekennen wolle und zwölf Milliarden US-Dollar an die Familien der mehr als 3.000 Toten und 120.000 Verletzten von Bhopal auszahlen werde: 

„Ich bin sehr glücklich, dass ich heute mitteilen kann, dass Dow erstmals die volle Verantwortung für die Katastrophe in Bhopal übernimmt. […] Wir haben beschlossen, Union Carbide zu liquidieren, diesen Albtraum für die Welt, der Dow Kopfschmerzen bereitet.“

 Kurz darauf dementierte die BBC ihre Meldung – und der im BBC-Live-Interview zu Wort kommende „Jude Finisterra“ stellte sich als Yes Man heraus. In der Zwischenzeit war jedoch der Wert von Dow Chemical an der Börse um circa zwei Milliarden Dollar gesunken.

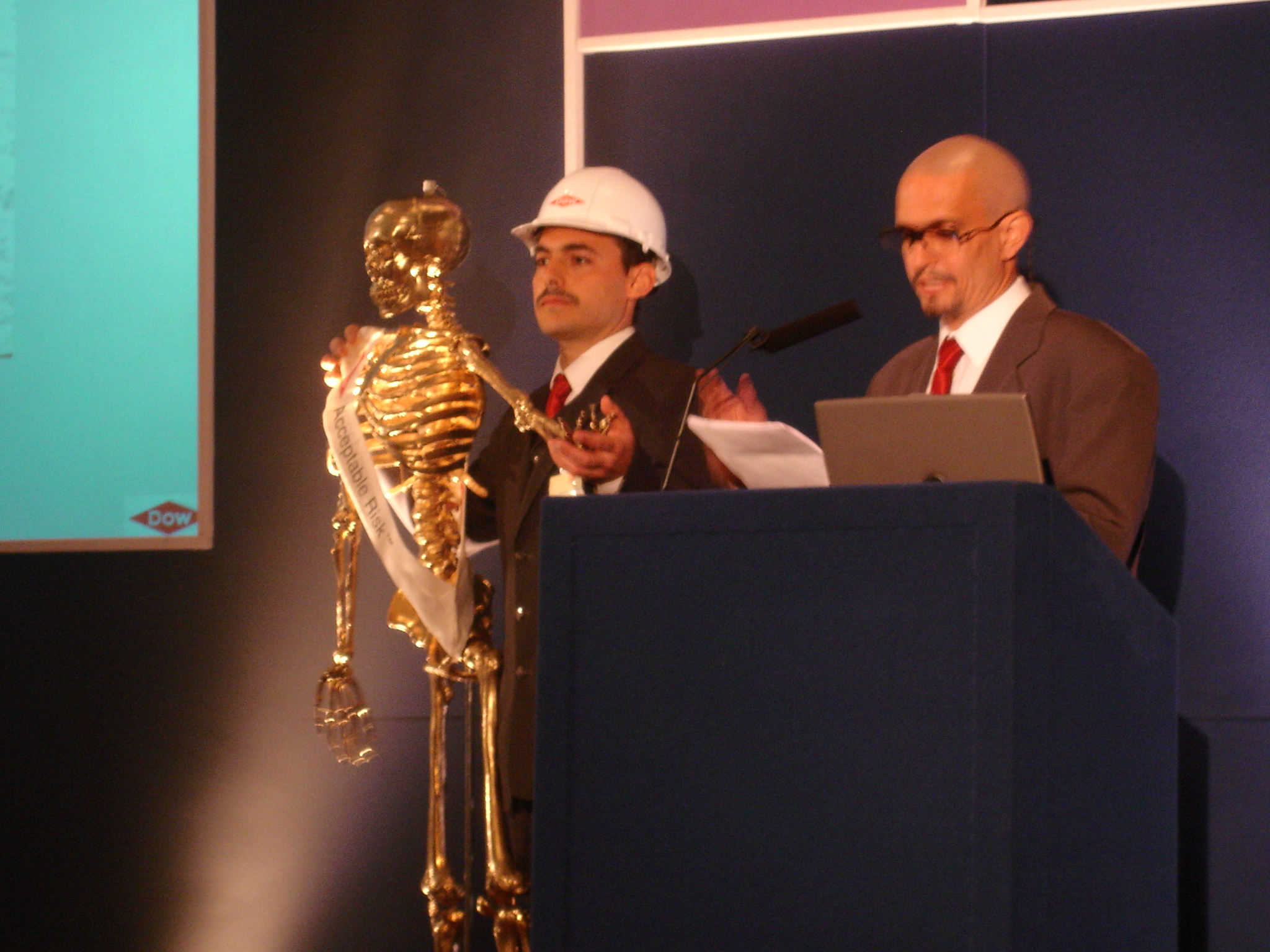
Die Yes Men präsentieren „Gilda, the Golden Skeleton“

### Acceptable Risk Calculator
Die Yes Men stellten als vermeintliche Dow-Repräsentanten 2005 auch einen Acceptable Risk Calculator vor, ein Computerprogramm, das angeblich vom Dow-Konzern entwickelt worden sei, um Standorte für Unternehmen zu finden, an denen die Bevölkerung ein hohes Unfallrisiko zu tragen bereit ist. Dafür ernteten sie von 70 zur Konferenz eingeladenen Bankern Applaus. Die Banker posierten hinterher sogar noch für Fotos mit dem (angeblichen) Dow-Maskottchen Gilda, the Golden Skeleton.

## Halliburton
Am 9. Mai 2006 traten die Yes Men als Halliburton-Repräsentanten auf der Konferenz „Catastrophic Loss“ in Erscheinung, einer in Florida abgehaltenen Tagung, die die Auswirkung der globalen Erwärmung zum Thema hatte.
Die Yes Men stellten hier einen „SurvivaBall“ vor. Dieser sollte Manager vor Stürmen, Erderwärmung, Flutwellen etc. schützen. Der SurvivaBall sieht aus wie ein überdimensionierter Plastikball mit 6 Armen, zwei Kopfhöreröffnungen und einer Öffnung für das Gesicht des zu rettenden Managers. Die Zuhörer waren von der Idee des SurvivaBalls sichtlich angetan. Es kam sogar zu einer Anfrage, inwiefern der SurvivaBall auch vor Terrorismus schützen würde. Auch eine gefälschte Homepage von Halliburton wurde online gestellt.

## Exxon Mobil

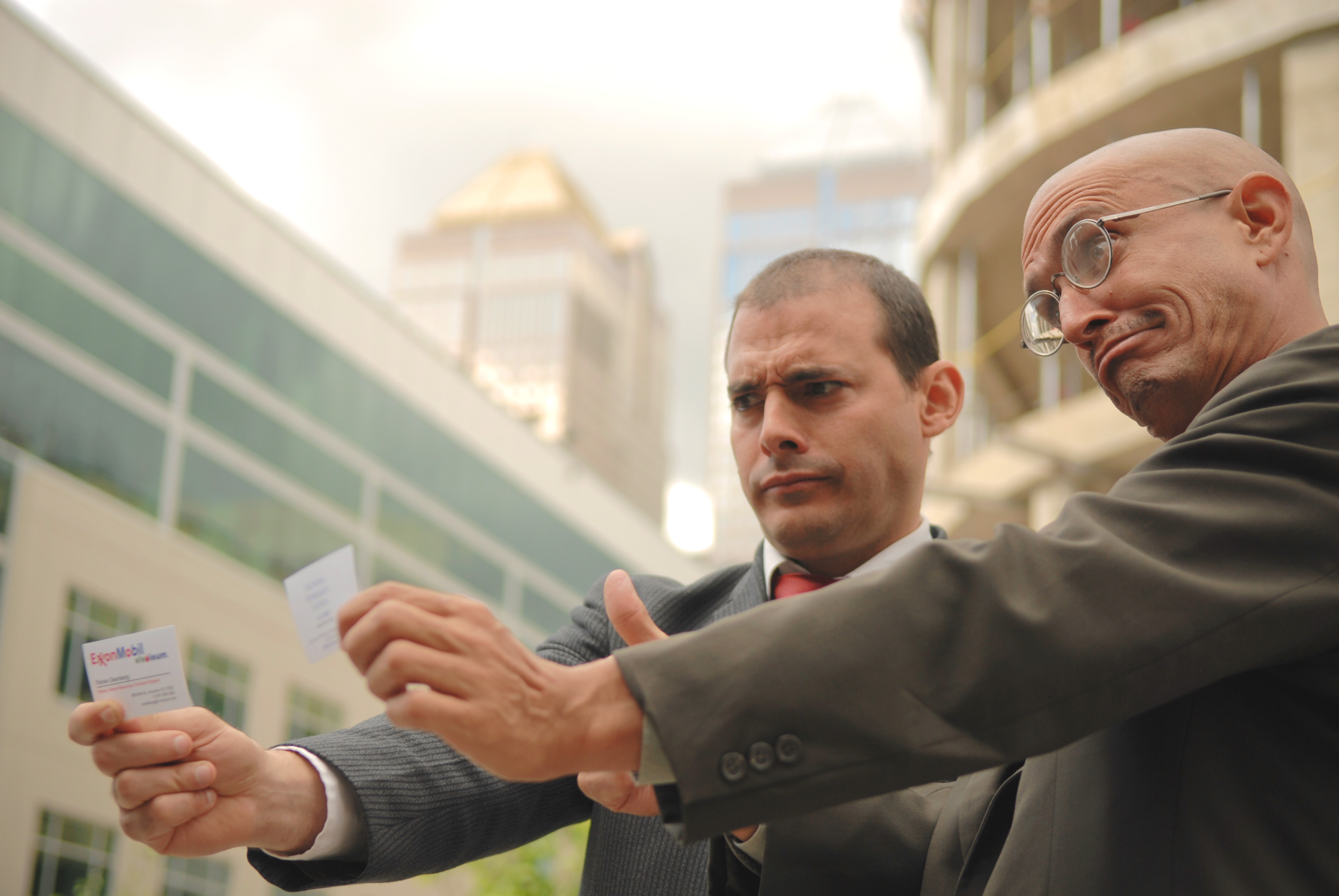
Igor Vamos und Jacques Servin auf der GO-Expo 2007

Im Sommer 2007 stellten die Yes Men als Vertreter von ExxonMobil auf der Gas- und Öl-Messe GO-Expo ein Produkt namens vivoleum vor. Zur Herstellung von vivoleum würden die tödlichen Nebenwirkungen der Ölwirtschaft genutzt werden, um aus Leichen Öl zu produzieren. Während ihrer Präsentation verteilten sie Kerzen aus vivoleum.
Zitat der Yes Men bei der Präsentation: „Durch mehr fossile Energie wird die Wahrscheinlichkeit von Katastrophen größer, aber das bedeutet mehr Rohstoff für vivoleum. Öl wird weiterhin für uns, die Übriggebliebenen, fließen.“
Die Yes Men wurden noch während ihres Auftrittes auf der GO-Expo enttarnt und abgeführt.

## New York Times
Am 12. November 2008 verteilten die Yes Men eine gefälschte Ausgabe der New York Times, datiert auf den 4. Juli 2009. In dieser Ausgabe zeichneten sie das Bild einer besseren Welt, in welcher der Irakkrieg beendet ist, George W. Bush wegen Hochverrats angeklagt wird und sich Condoleezza Rice öffentlich für ihre Lügen über den Irakkrieg entschuldigt hat. Nach eigenen Angaben wurden dabei über 1,2 Millionen Ausgaben gedruckt und unter die Leute gebracht. Zu dem Projekt existiert eine Website, die Ausgabe ist auch zum freien Herunterladen verfügbar.

## US-Handelskammer und Klimawandel
Am 19. Oktober 2009 verkündete Yes Men Andy Bichlbaum auf einer satirischen Pressekonferenz, dass die Handelskammer angeblich ihre ablehnende Haltung gegen die im US-Kongress diskutierte US-Klimagesetzgebung aufgeben wolle. Eine Woche später erstattete die US-Handelskammer Anzeige.

## Adidas
Im Rahmen der Berlin Fashion Week verschickten die Yes Men am 16. Januar 2023 eine nachgemachte Pressemeldung: Sie gaben sich als Adidas aus und kündigten eine umfassende Initiative für soziale Verantwortung an. Es sollten unter anderem Löhne und Abfindungen für Arbeitskräfte in Kambodscha gezahlt werden und die ehemalige Textilarbeiterin Vay Ya Nak Phoan Co-CEO neben Bjørn Gulden werden. Außerdem wurde eine von Pharrell Williams, Bad Bunny und Philllllthy kuratierte Upcycling-Kollektion angekündigt, die aus Materialien bestehen sollte, die Arbeitende in Kambodscha in den sechs Monaten getragen hätten, in denen sie während der COVID-19-Pandemie keinen Lohn bekommen hätten. Die Meldung, die den Ton der Marketingabteilung parodierte, wurde von einigen Nachrichtenportalen übernommen und gegen Mittag von Adidas dementiert. In einem Berliner Geschäft fand am Abend die Modeschau mit Mike Bonanno und der Kampagne für saubere Kleidung statt. Dabei berichtete eine Schauspielerin als Vay Ya Nak Phoan (‚Bekleidungsarbeiter‘ auf Khmer) von ihren Erfahrungen in der Textilindustrie, die Models traten in zerfetzten Kostümen auf, stolperten über den Laufsteg und verteilten Gutscheine für bezahlte Löhne.
Hintergrund waren echte Arbeitskämpfe in Kambodscha und Myanmar im Sommer 2022 bei Zulieferbetrieben von Adidas, bei der nach Gewerkschaftsangaben keine Löhne gezahlt worden waren. Igor Vamos von den Yes Men sagte im Guardian, dass er Adidas für Meister im Greenwashing  und Überspielen von Skandalen halte. Die Kampagne forderte Adidas auf, das Pay-Your-Workers-Abkommen zu unterzeichnen.